# ワシントンメトロ
ワシントンメトロ（Washington Metro）は、アメリカ合衆国の首都ワシントンD.C.を中心にメリーランド州とバージニア州に広がる地下鉄・バスを中心とする公共交通ネットワーク。ワシントン首都圏交通局（Washington Metropolitan Area Transit Authority: WMATA）によって所有および運営されている。
1976年開業、当初計画の路線網（83駅・165.5km）は、2001年1月13日に完成した。その後も断続的に拡大し、現在は計6路線、208kmの鉄道路線を運行している。1日平均、約62万人（2017年）が、ワシントンメトロの地下鉄を利用しており、ニューヨーク市地下鉄に次いで、アメリカ国内で2番目に利用者の多い公共交通ネットワークである。

## 路線一覧
レッドライン以外の各路線が、ワシントン市内とバージニア州アーリントン郡内で路線と駅を共有し、郊外で分岐するのが、ワシントンメトロの特徴である。詳しくは、駅一覧を参照のこと。
|  | レッドライン   | Shady Grove - Glenmont                 | 51.3 km |
|  | ブルーライン   | Franconia Springfield - Downtown Largo | 48.8 km |
|  | オレンジライン | Vienna/Fairfax GMU - New Carrollton    | 42.5 km |
|  | グリーンライン | Greenbelt - Branch Ave.                | 37.0 km |
|  | イエローライン | Huntington - Mount Vernon Square       | 17.2 km |
|  | シルバーライン | Ashburn - Downtown Largo               | 66.1 km |

## 歴史
1960年代、ワシントンD.C.には、大規模な高速道路計画案が複数存在していたが、それらに対する反対が次第に強くなる中で、代替案として地下鉄網の建設が進められ、高速道路建設資金が地下鉄網の建設資金へまわされることとなった。
地下鉄の建設は、1969年12月9日に始まり、最初の路線であるレッドライン（Farrgut North-Rhode Island Avenue間、7.4km）が、1976年3月27日に開業した。計画当初の路線網（83駅・165.5km）は、2001年1月13日に、グリーンライン、Anacostia-Branch Ave.間の開業をもって完成した。その後も、ワシントンメトロは、地下鉄路線網の拡大に努めており、ブルーラインの延伸やレッドラインのUnion Station～Rhode Island間に新駅の設置（New York Avenue-Florida Avenue-Gallaudet U）が2004年11月20日に行われた。
2004年6月9日には、850,636もの人々がロナルド・レーガン大統領の国葬や遺体が一時安置された連邦議会議事堂に向かうために、ワシントンメトロを利用した。これは開業以来、一日当り最も多い利用者数であった。
2014年7月26日にワシントン中心部と郊外を結ぶ新線シルバーラインが開通し、途中駅より既存のオレンジライン・ブルーラインに乗り入れた。
2022年11月、シルバーラインをアッシュバーンまで延伸した。これでワシントン・ダレス国際空港とワシントンD.C.が鉄道で直結した。
| 開業年の一覧 | 開業年の一覧   | 開業年の一覧                          |
| ------------ | -------------- | ------------------------------------- |
| 1976年       | レッドライン   | Farragut North-Rhode Island Avenue    |
| 1977年       | レッドライン   | Farragut North-Dupont Circle          |
| 1977年       | ブルーライン   | Stadium Armory-National Airport       |
| 1978年       | レッドライン   | Rhode Island Ave.-Silver Spring       |
| 1978年       | オレンジライン | Stadium Armory-New Carrollton         |
| 1979年       | オレンジライン | Rosslyn-Ballston                      |
| 1980年       | ブルーライン   | Stadium Armory-Addison Road           |
| 1980年       | レッドライン   | Dupont Circle-Van Ness                |
| 1983年       | イエローライン | Gallery Place/Chinatown-Huntington    |
| 1984年       | レッドライン   | Van Ness-Shady Grove                  |
| 1986年       | オレンジライン | Ballston-Vienna/Fairfax               |
| 1990年       | レッドライン   | Silver Spring-Wheaton                 |
| 1991年       | グリーンライン | U St./Cardozo-Anacostia               |
| 1991年       | ブルーライン   | King St.-Van Dorn Street              |
| 1993年       | グリーンライン | Fort Totten-Greenbelt                 |
| 1997年       | ブルーライン   | Van Dorn Street-Franconia Springfield |
| 1998年       | レッドライン   | Wheaton-Glenmont                      |
| 1999年       | グリーンライン | U St./Cardozo-Fort Totten             |
| 2001年       | グリーンライン | Anacostia-Branch Ave.                 |
| 2004年       | ブルーライン   | Addison Road-Downtown Largo           |
| 2014年       | シルバーライン | Wiehle Reston East – Downtown Largo   |
| 2022年       | シルバーライン | Ashburn - Wiehle Reston East          |

## 車両
詳しくは、en:Washington Metro rolling stockを参照。
　2013年1月の時点で、1130両の車両が所属している。これまで、車両の大半をアルストム（Alstom）とアンサルド・ブレダ（Ansaldo Breda）が手掛けている。すでに製造年数の古い1000番台の車両がブレダに、2000番台の車両がアルストムによって改造されており、3000番台も、アルストムにより改造された。2013年4月に、旧型の1000系の更新とさらにメトロのサービス向上のため川崎重工業に7000系を528両発注している。さらに4000系の更新についても検討中であり、2014年初頭には交通局の所属は1268両になる見込み。
- 車両番号1000-1299（300両、1976年から2014年）

Rohr Industries製造
- 車両番号2000-2075（76両、1982年製）

ブレダ（Breda Construzioni Ferroviarie）製造
- 車両番号3000-3289（290両、1987年製）

ブレダ製造
- 車両番号4000-4099（100両、1991年から2017年）

ブレダ/アンサルド・ブレダ製造
- 車両番号5000-5191（192両、2001年から2017年）

CAF（Construcciones y Auxiliar de Ferrocarriles）製造
- 車両番号6000-6183（184両、2005年製）

アルストム製造
- 車両番号7000-7747（528両、2014年製[4]、2013年製造予定[5]）

川崎重工業製造

- 車両番号8000-（2024年以降、最大800両）

日立製造

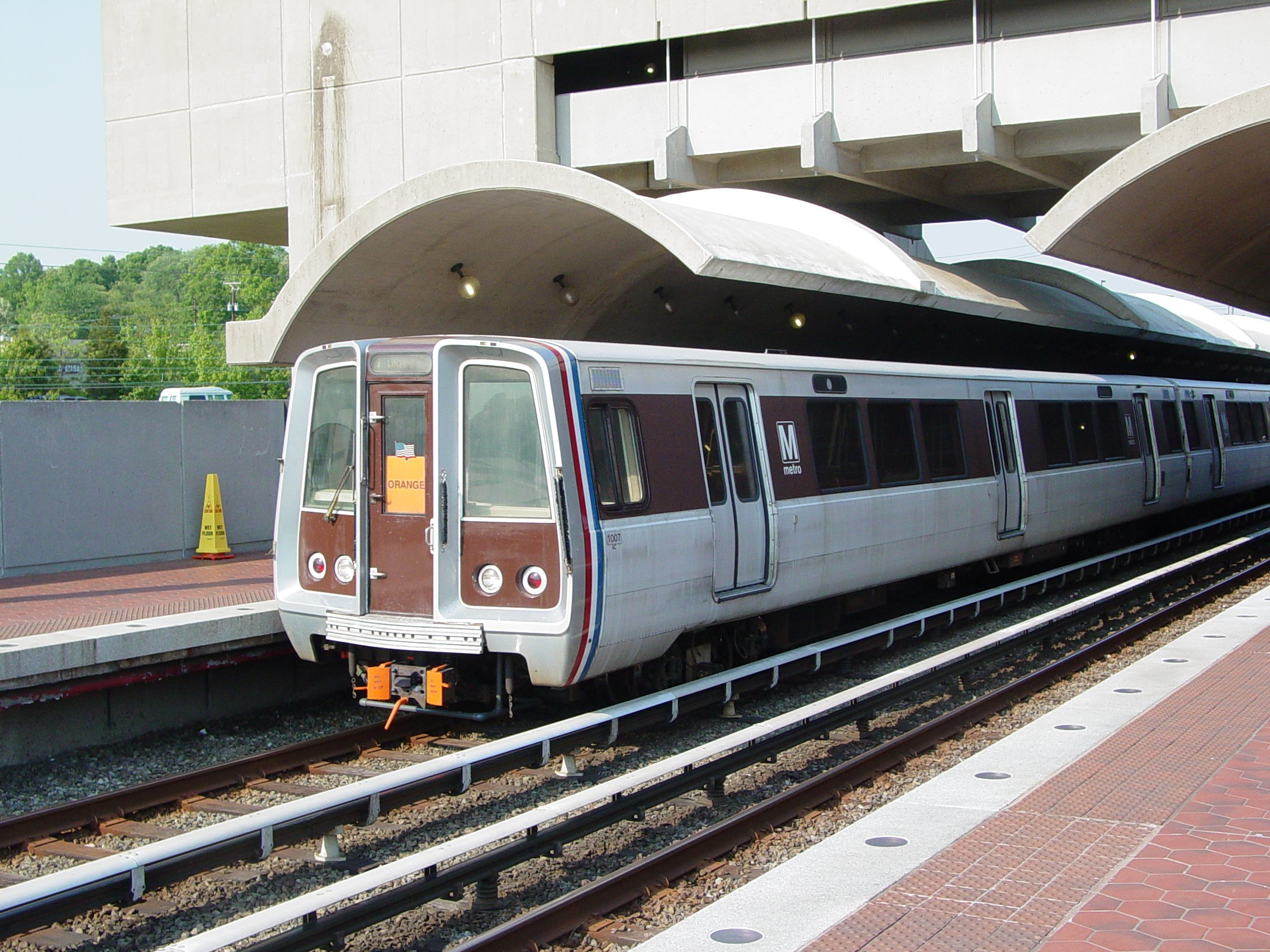
ワシントンメトロの車両
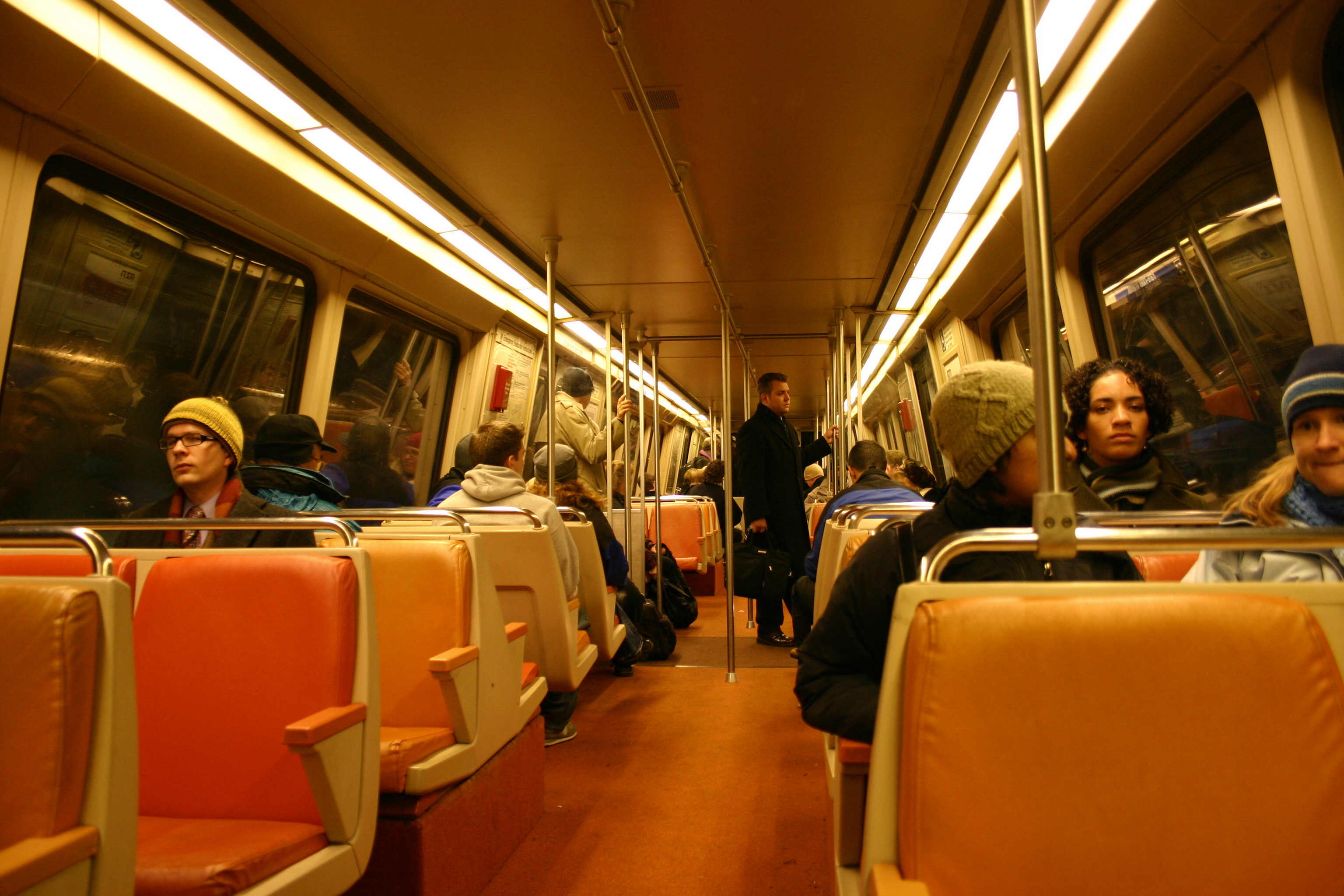
ワシントンメトロの車内
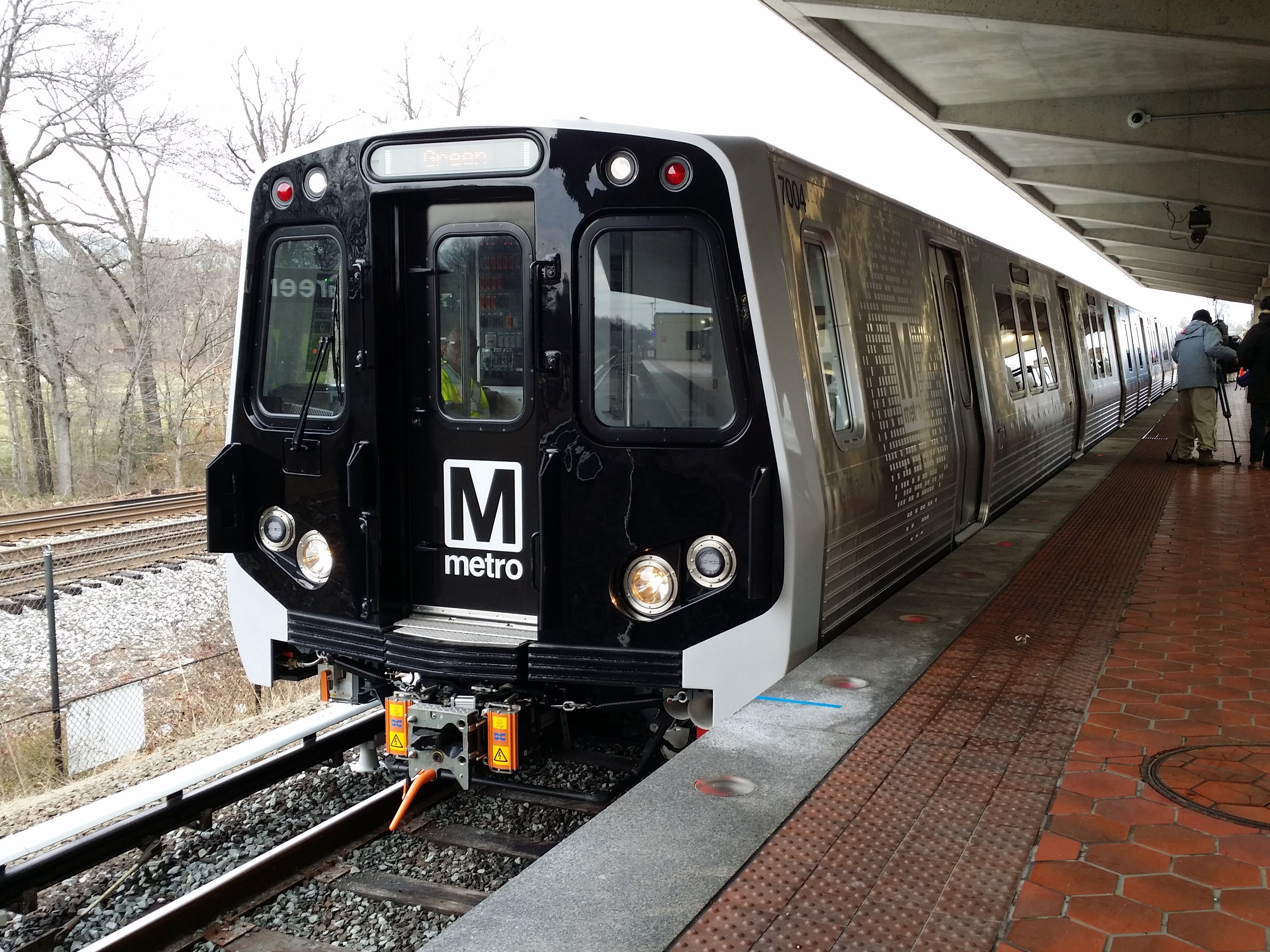
2014年に登場した7000系電車
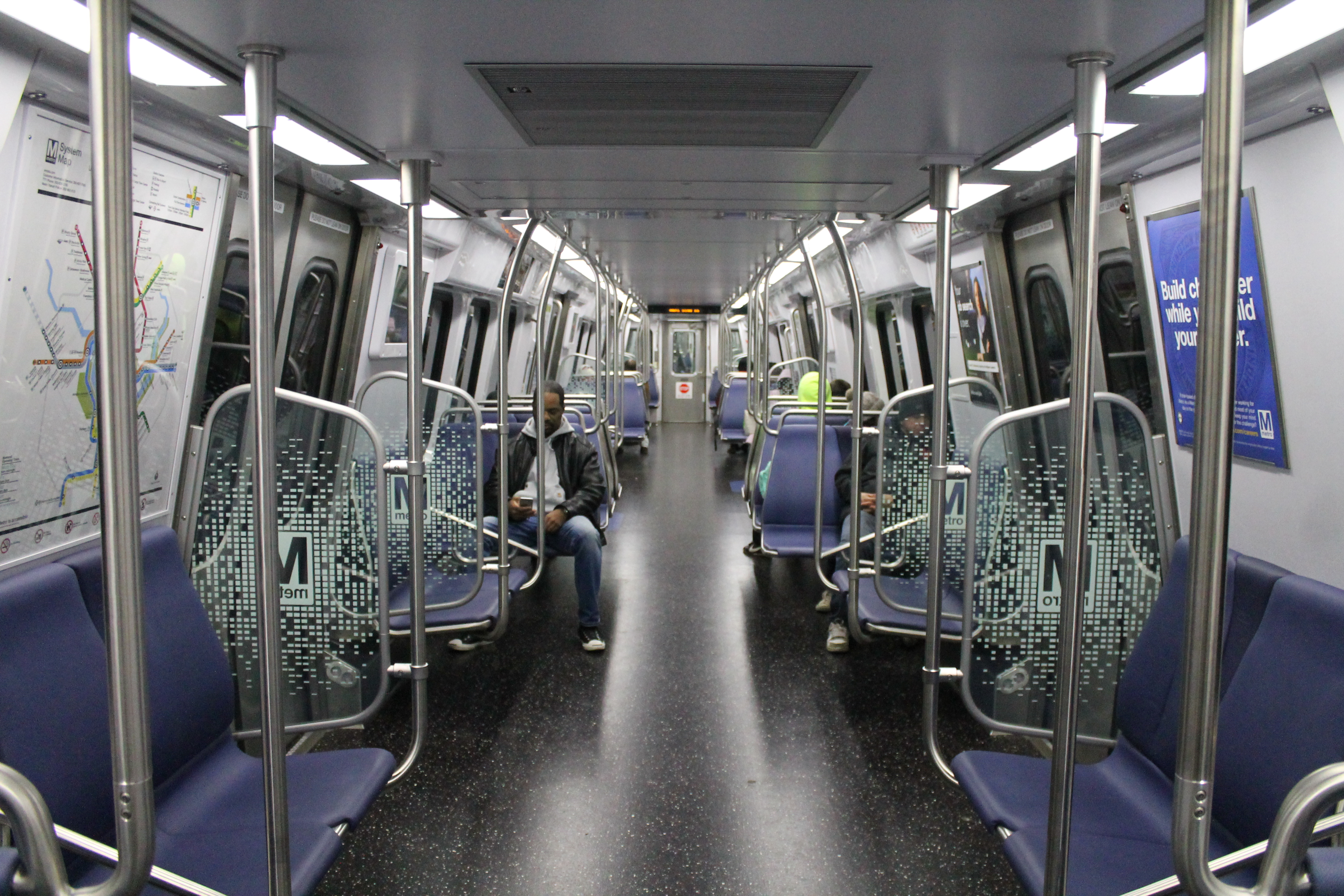
7000系電車の車内
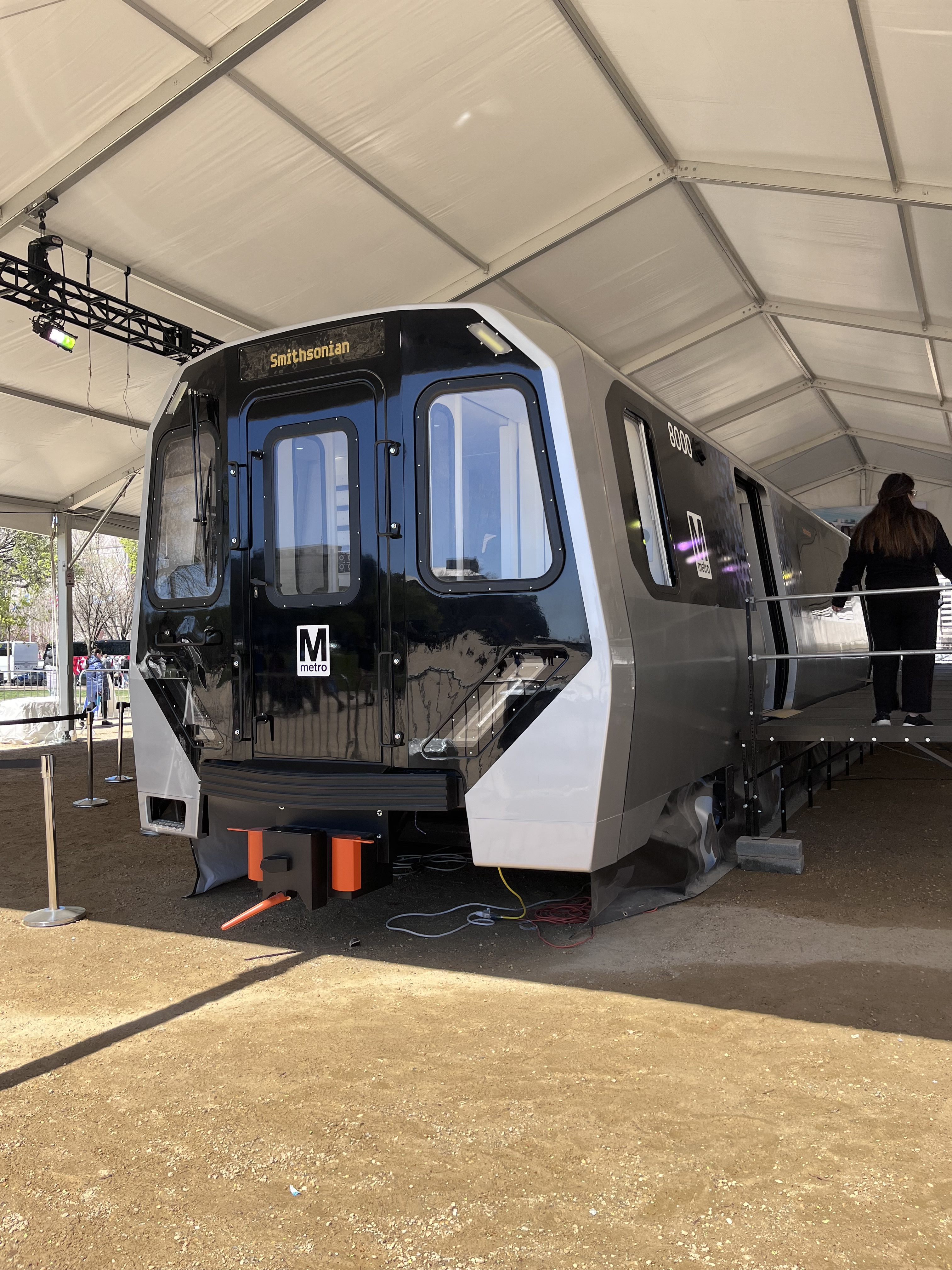
2024年以降製造予定の8000系電車のモックアップ (2024年3月撮影)
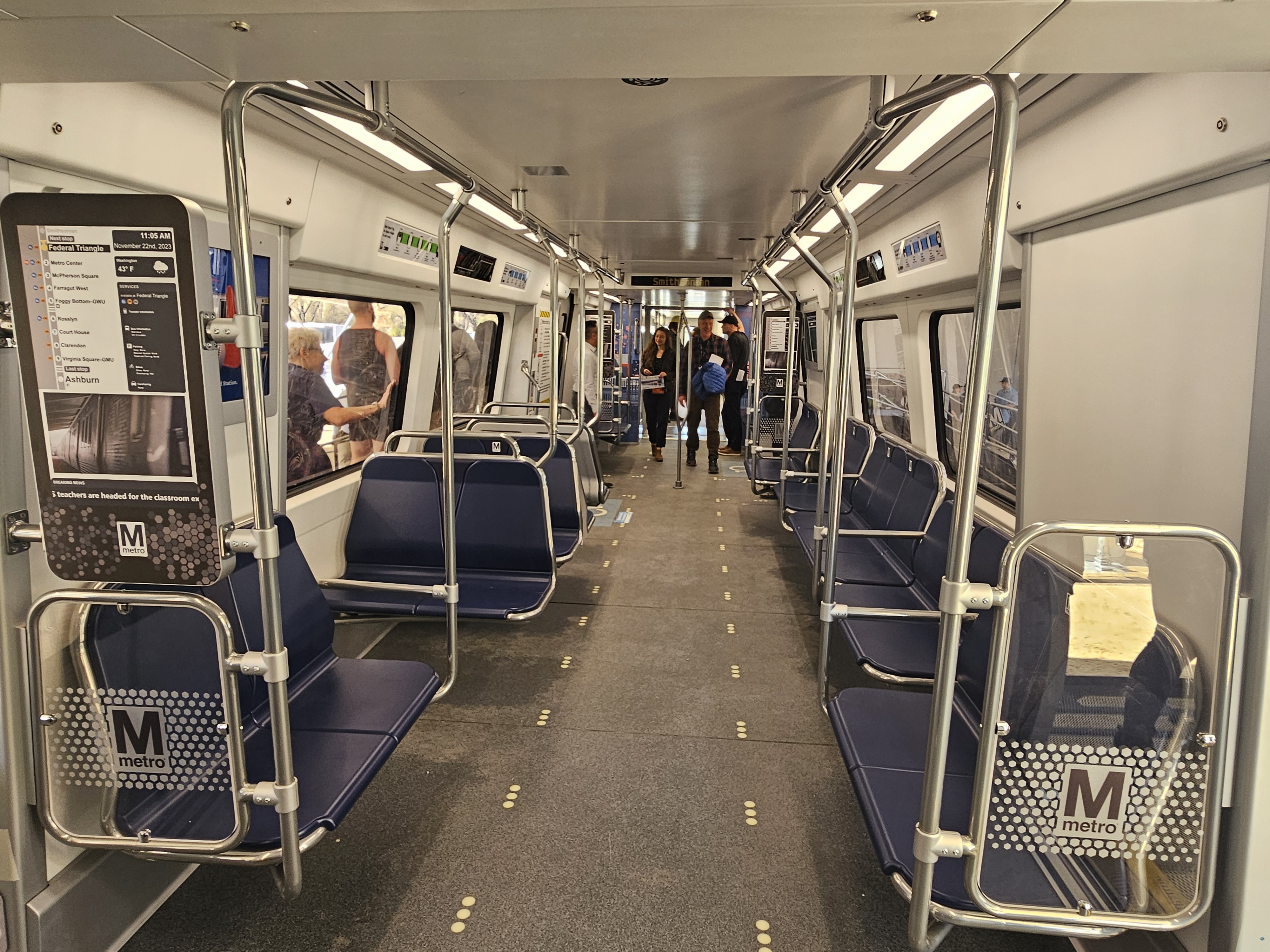
8000系電車の車内のモックアップ (2024年3月撮影)

## 駅一覧
- ■ レッドライン

Shady Grove ~ Rockville ~ Twinbrook ~ North Bethesda ~ Grosvenor - Strathmore ~ Medical Center ~ Bethesda ~ Friendship Heights ~ Tenleytown-AU ~ Van Ness-UDC ~ Cleveland Park ~ Woodley Park-Zoo/Adams Morgan ~ Dupont Circle ~ Farragut North ~ Metro Center ~ Gallery Place/Chinatown ~ Judiciary Square ~ Union Station ~ NoMa-Gallaudet U ~ Rhode Island Avenue ~ Brookland-CUA ~ Fort Totten ~ Takoma ~ Silver Spring ~ Forest Glen ~ Wheaton ~ Glenmont
- ■ ブルーライン（King Street ~ Pentagon：イエローラインと路線を共有）（Rosslyn ~ Stadium-Armory：オレンジラインと路線を共有）

Franconia-Springfield ~ Van Dorn Street ~ King Street-Old Town ~ Braddock Road ~ Ronald Reagan Washington National Airport ~ Crystal City ~ Pentagon City ~ Pentagon ~ Arlington Cemetery ~ Rosslyn ~ Foggy Bottom-GWU ~ Farragut West ~ McPherson Square ~ Metro Center ~ Federal Triangle ~ Smithsonian ~ L'Enfant Plaza ~ Federal Center SW ~ Capitol South ~ Eastern Market ~ Potomac Avenue ~ Stadium-Armory ~ Benning Road ~ Capitol Heights ~ Addison Road ~ Morgan Boulevard ~ Downtown Largo
- ■ オレンジライン（Rosslyn ~ Stadium-Armory：ブルーラインと路線を共有）

Vienna/Fairfax-GMU ~ Dunn Loring-Merrifield ~ West Falls Church ~ East Falls Church ~ Ballston-MU ~ Virginia Square-GMU ~ Clarendon ~ Court House ~ Rosslyn ~ Foggy Bottom-GWU ~ Farragut West ~ McPherson Square ~ Metro Center ~ Federal Triangle ~ Smithsonian ~ L'Enfant Plaza ~ Federal Center SW ~ Capitol South ~ Eastern Market ~ Potomac Avenue ~ Stadium-Armory ~ Minnesota Avenue ~ Deanwood ~ Cheverly ~ Landover ~ New Carrollton
- ■ グリーンライン（L'Enfant Plaza ~ Mt.Vernon Square：イエローラインと路線を共有）

Branch Avenue ~ Suitland ~ Naylor Road ~ Southern Avenue ~ Congress Heights ~ Anacostia ~ Navy Yard-Ballpark ~ Waterfront ~ L'Enfant Plaza ~ Archives-Navy Memorial ~ Gallery Place/Chinatown ~ Mt.Vernon Square ~ Shaw-Howard U ~ U Street/African-Amer Civil War Memorial/Cardozo ~ Columbia Heights ~ Georgia Avenue-Petworth ~ Fort Totten ~ West Hyattsville ~ Hyattsville Crossing ~ College Park-U of Md ~ Greenbelt
- ■ イエローライン（King Street ~ Pentagon：ブルーラインと路線を共有）（L'Enfant Plaza ~ Mt.Vernon Square ：グリーンラインと路線を共有）

Huntington ~ Eisenhower Avenue ~ King Street-Old Town ~ Braddock Road ~ Potomac Yard-VT ~ Ronald Reagan Washington National Airport ~ Crystal City ~ Pentagon City ~ Pentagon ~ L'Enfant Plaza ~ Archives-Navy Memorial ~ Gallery Place/Chinatown ~ Mt.Vernon Square
- ■ シルバーライン（共有区間は省略）

McLean ~ Tysons ~ Greensboro ~ Spring Hill ~ Wiehle–Reston East ~ Reston Town Center ~ Herndon ~ Innovation Center ~ Washington Dulles International Airport ~ Loudoun Gateway ~ Ashburn

## ギャラリー

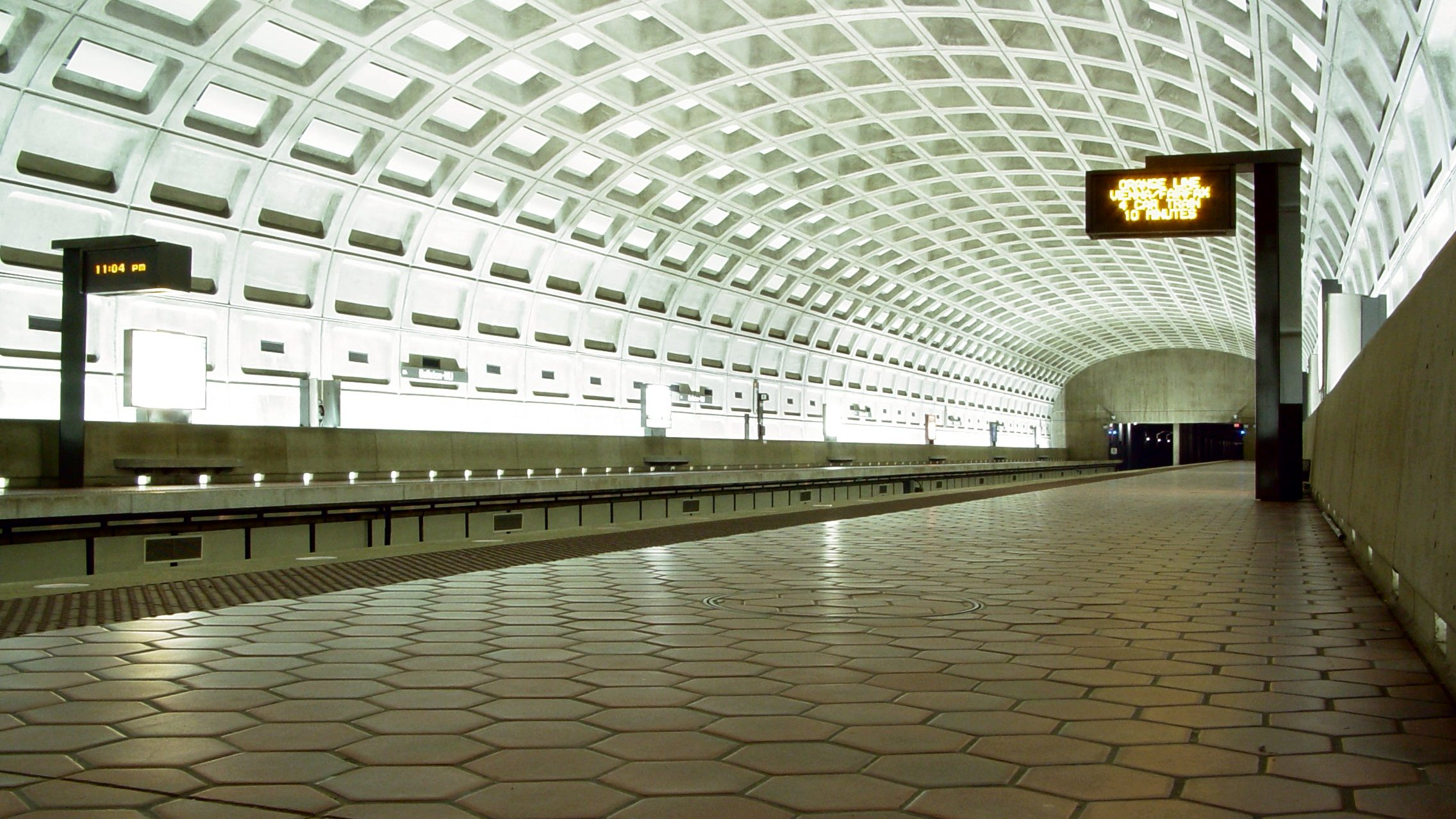
Ballston–MU駅
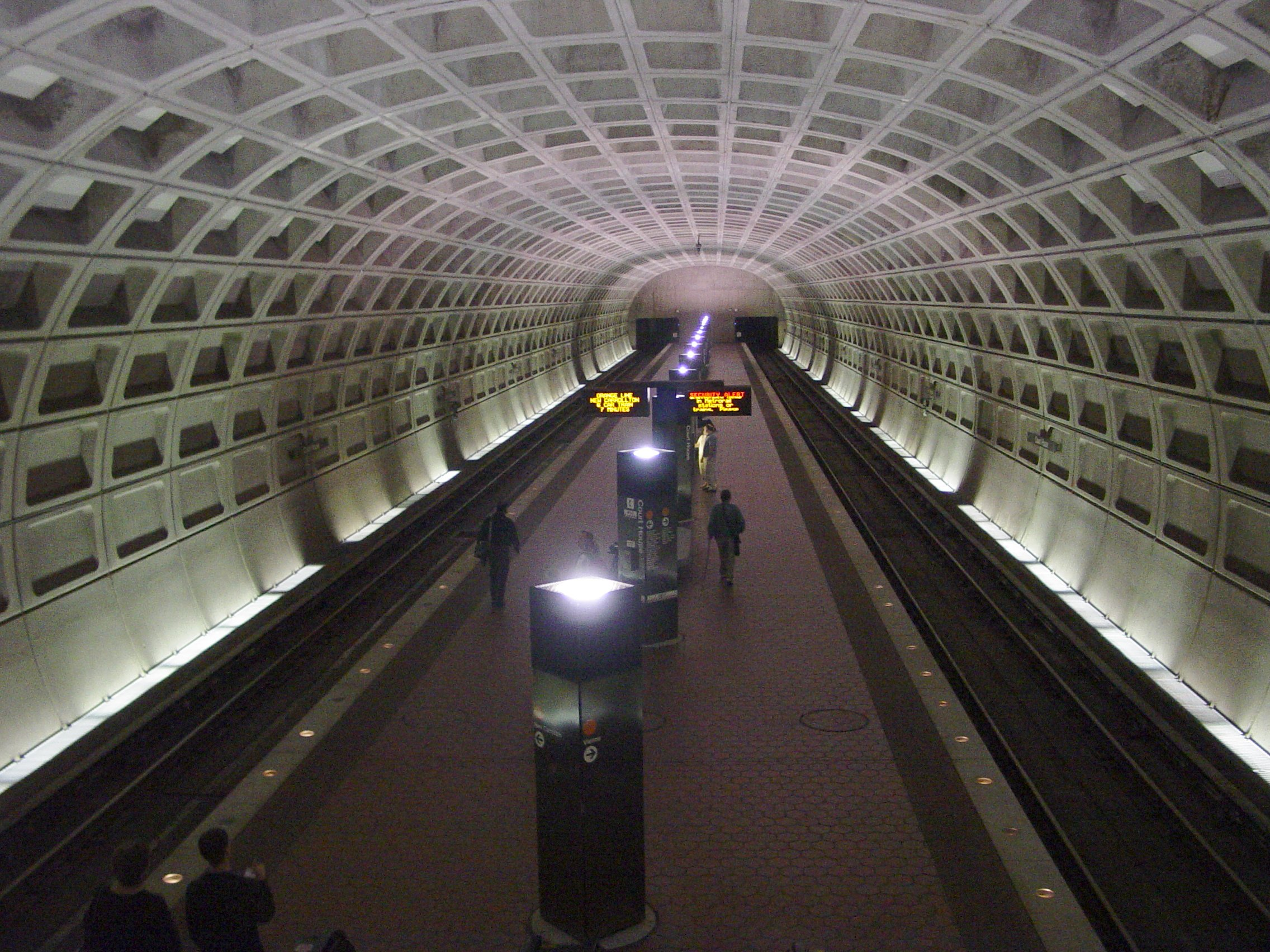
Court House駅
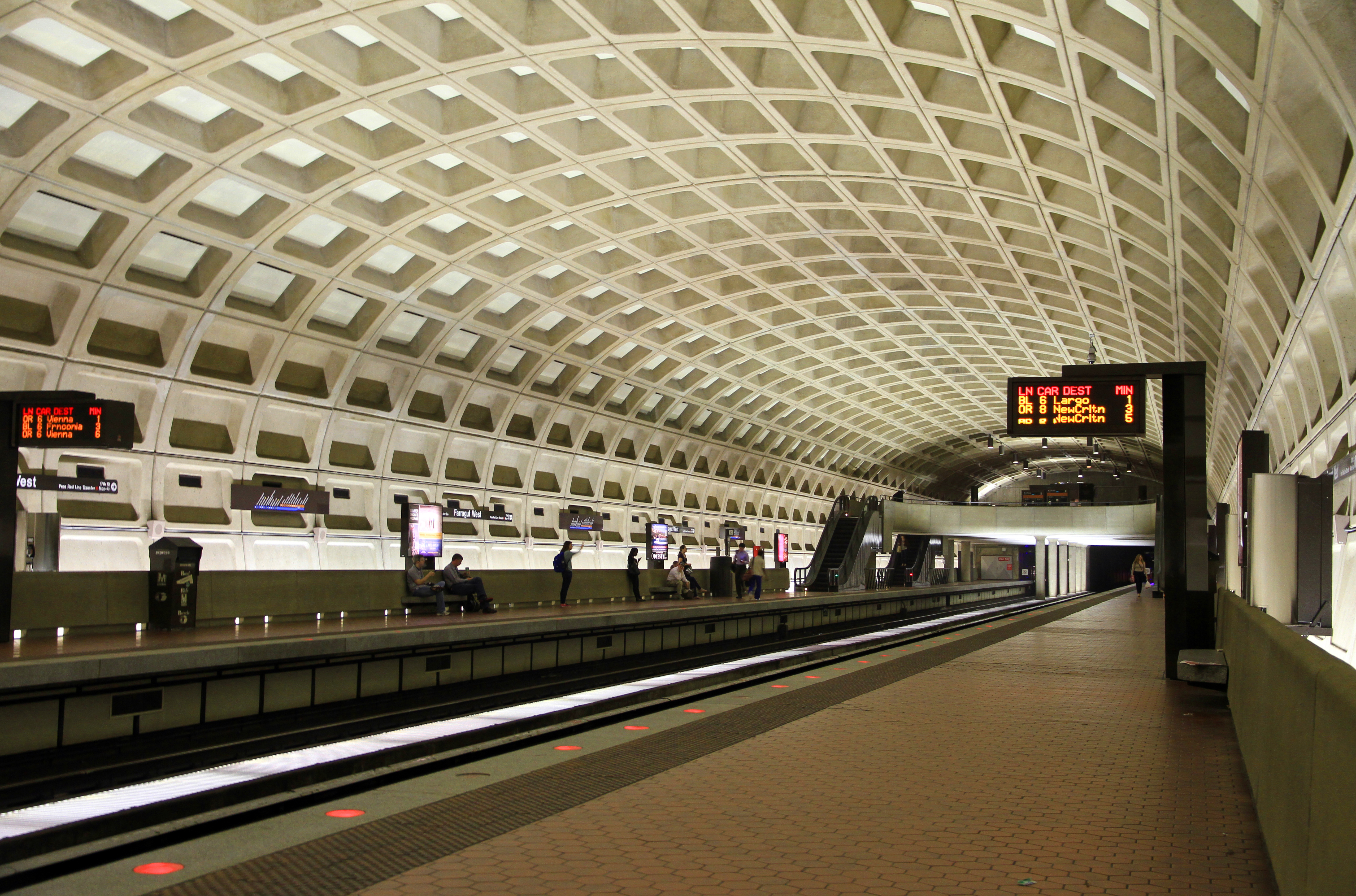
Farragut West駅
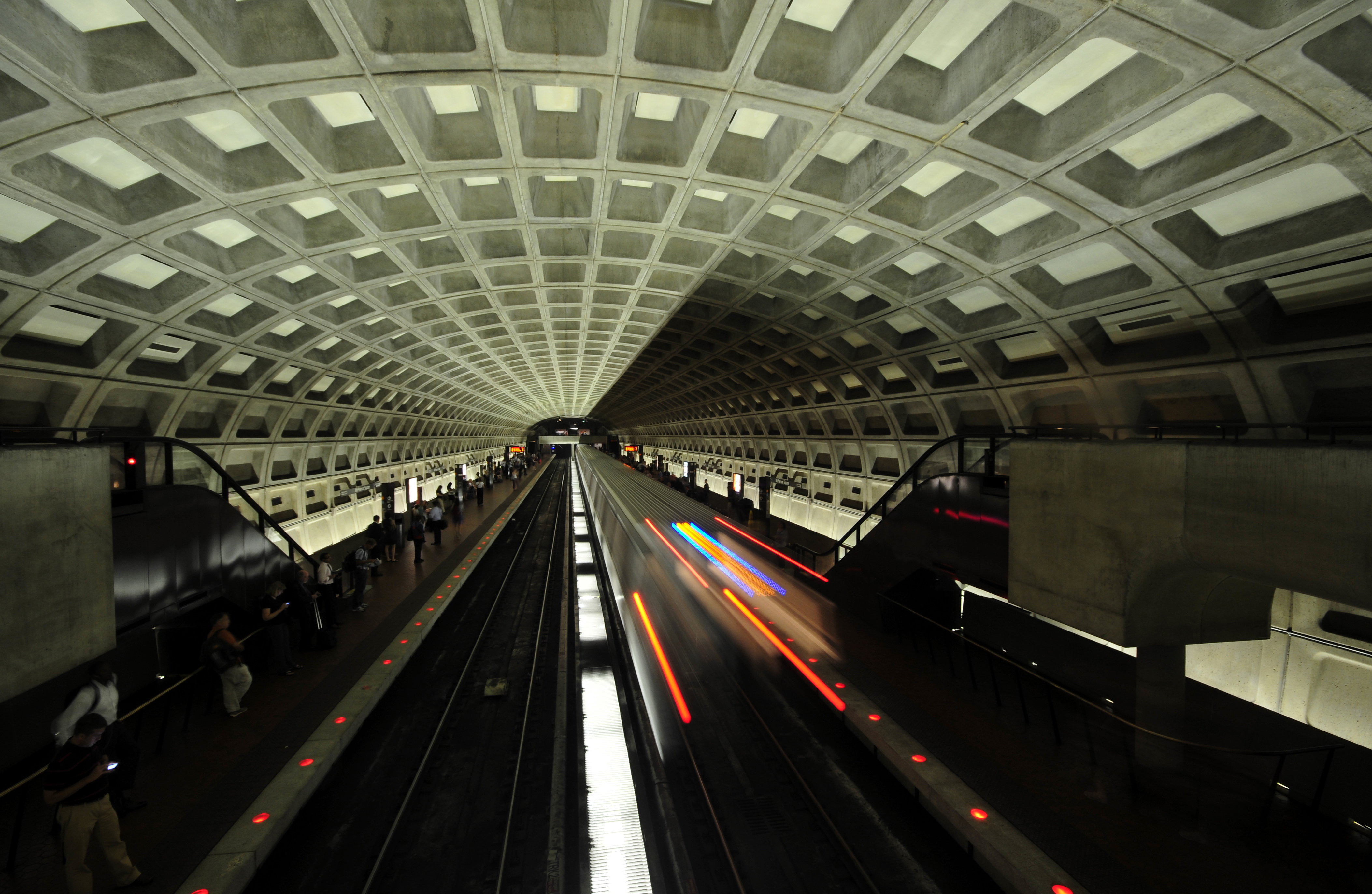
McPherson Square駅
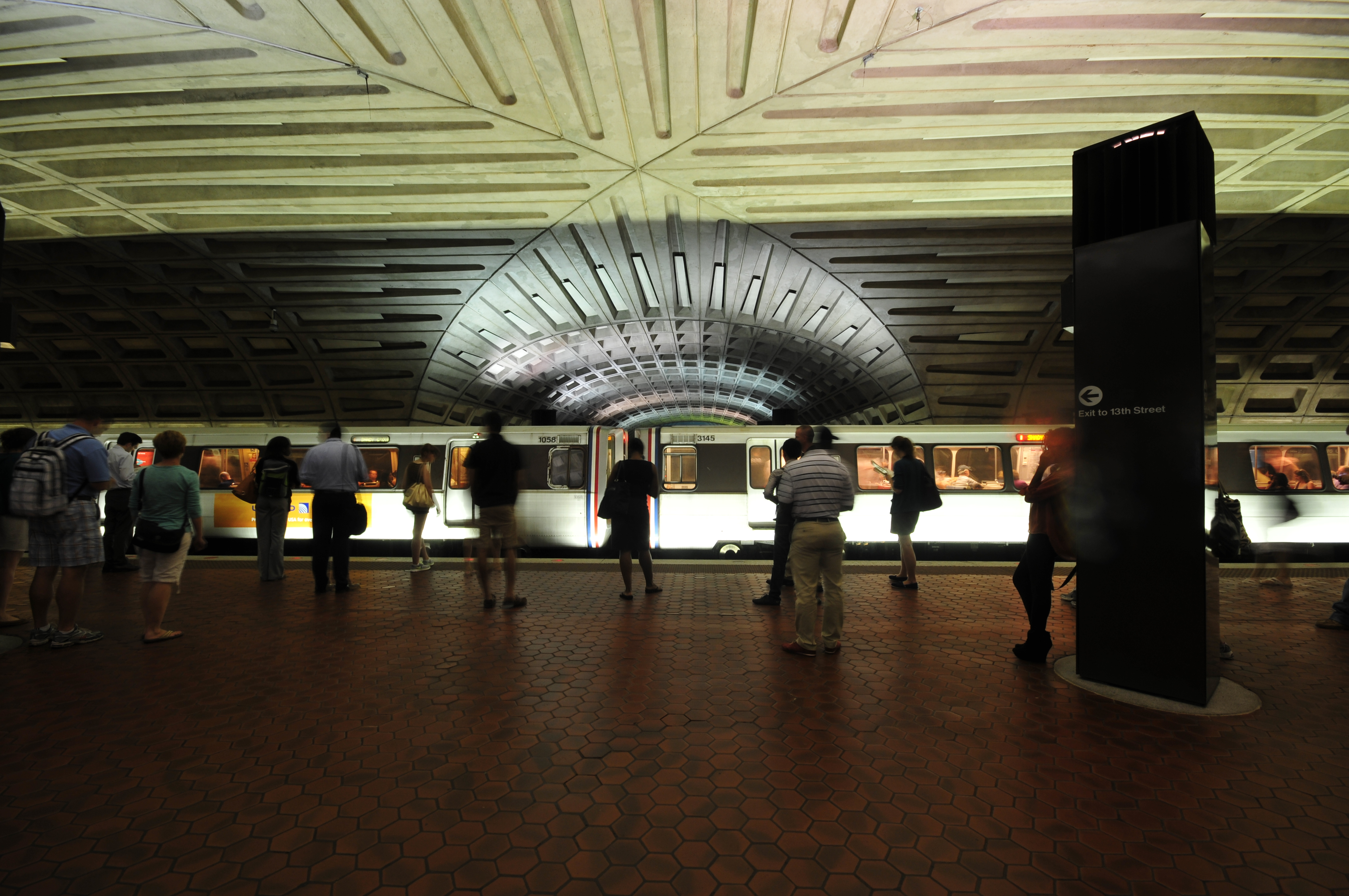
Metro Center駅
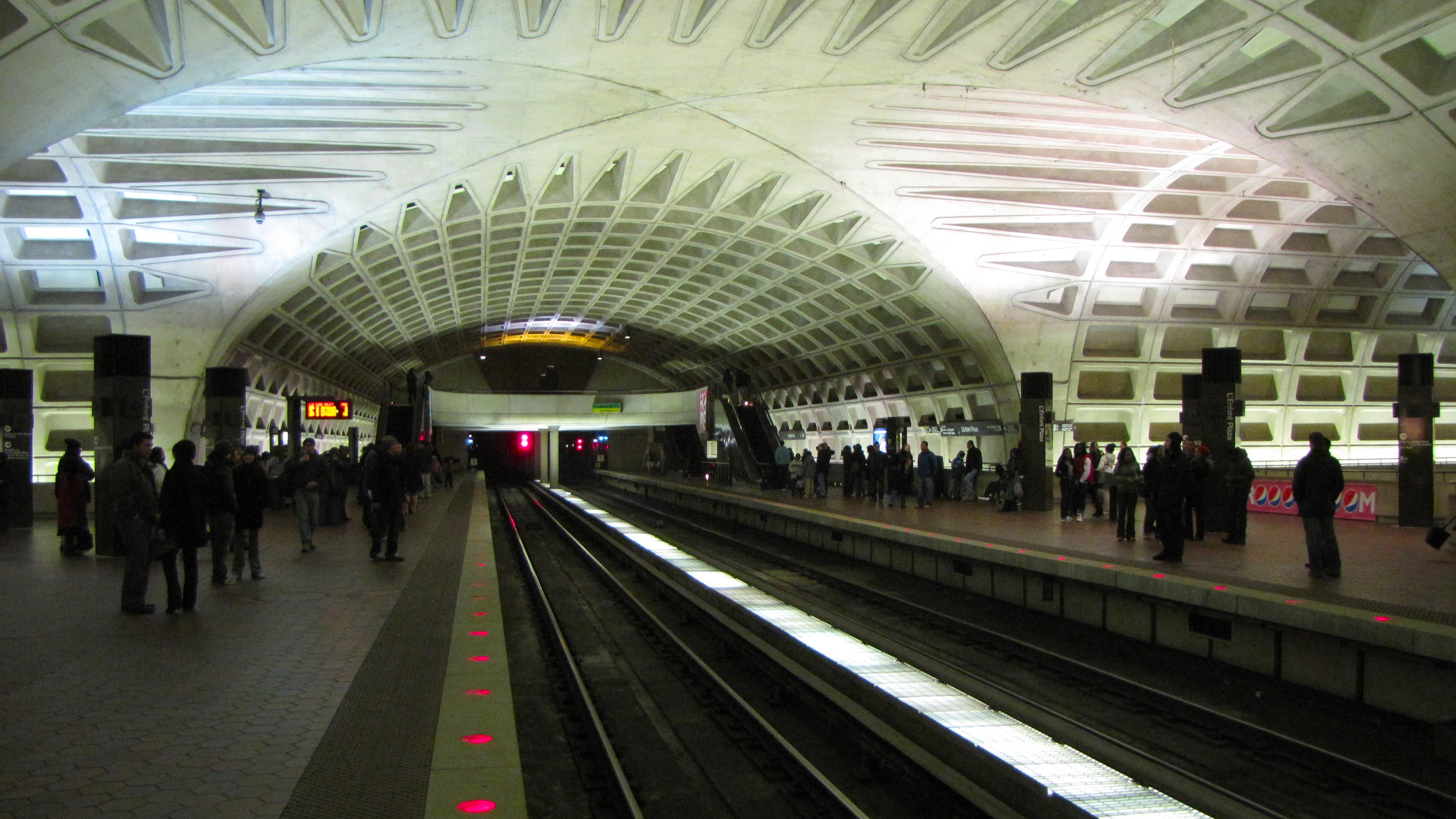
L'Enfant Plaza駅
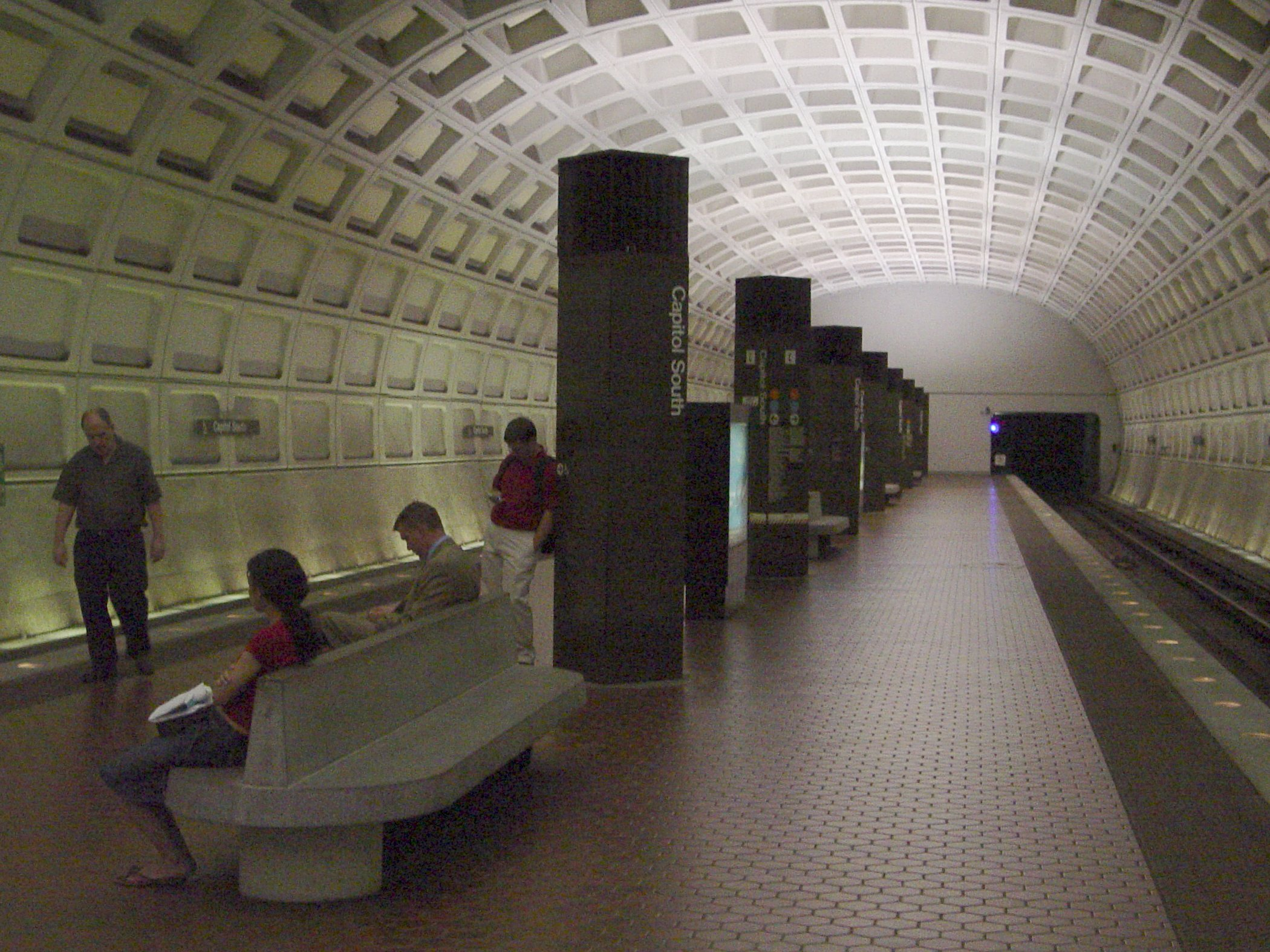
Capitol South駅
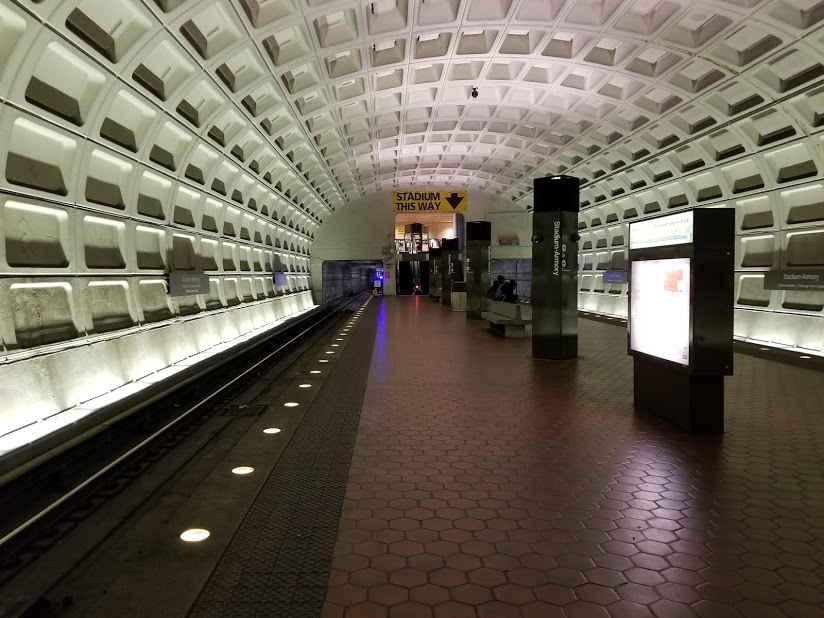
Stadium-Armory駅
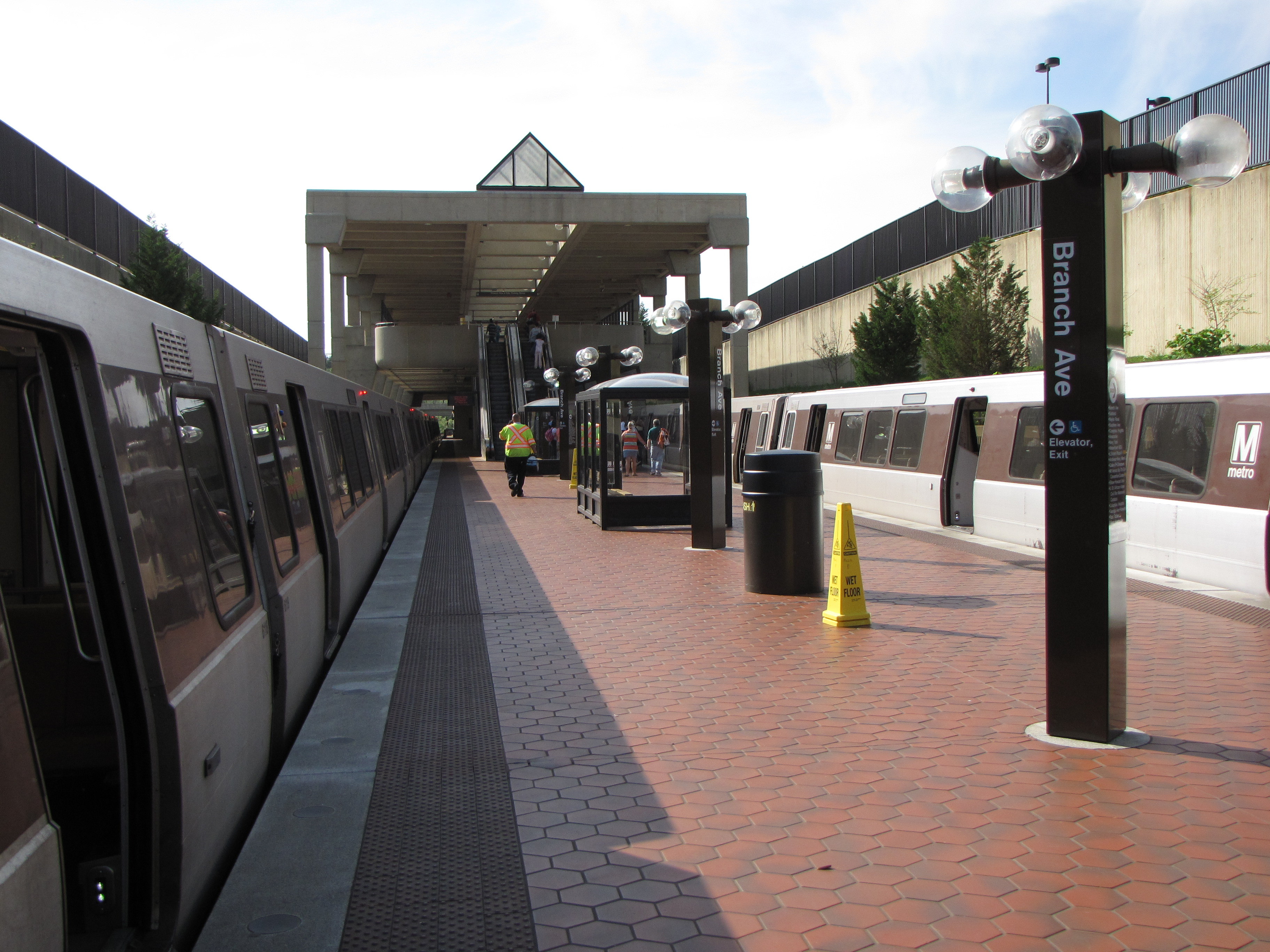
Branch Avenue駅
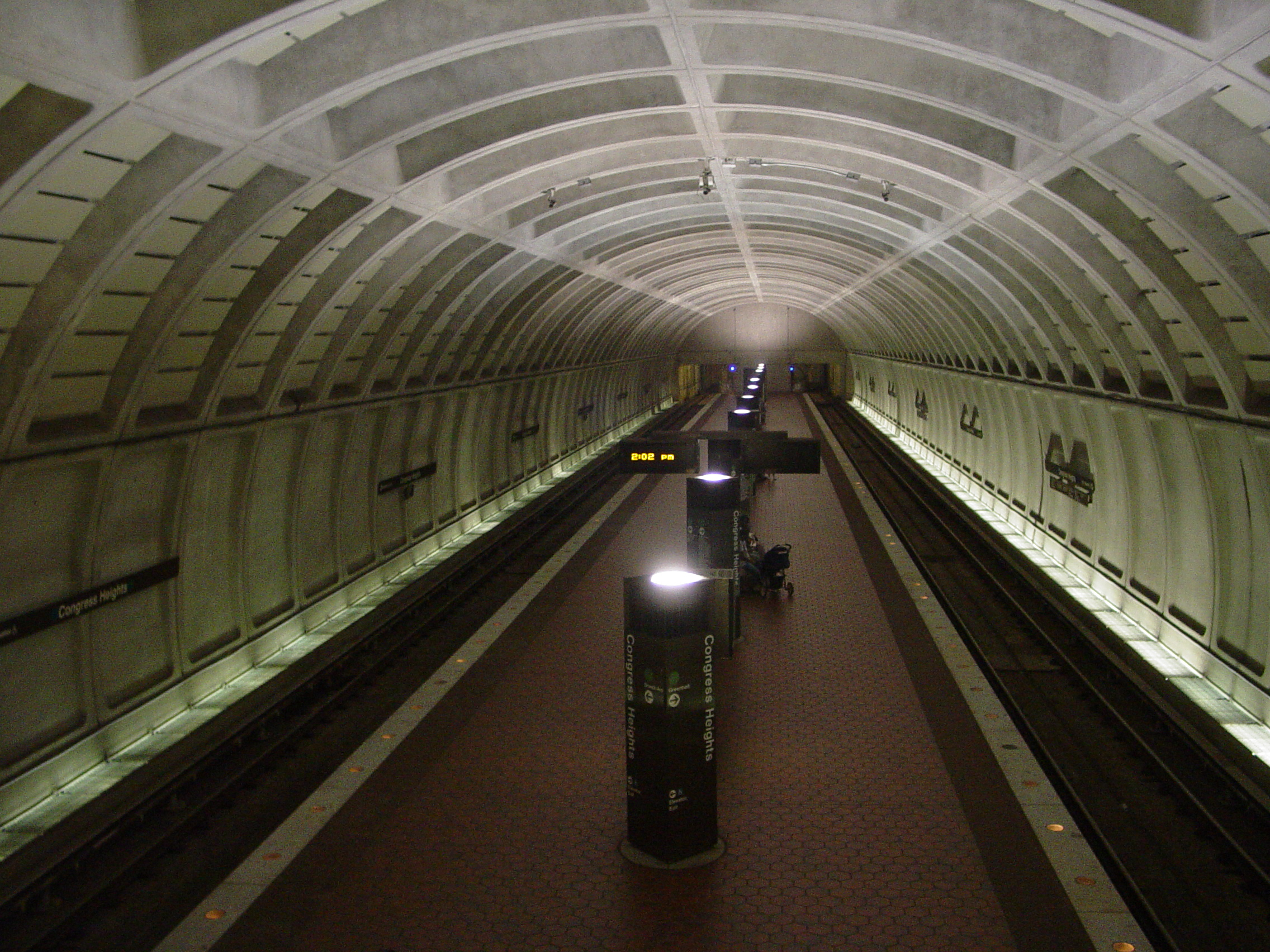
Congress Heights駅
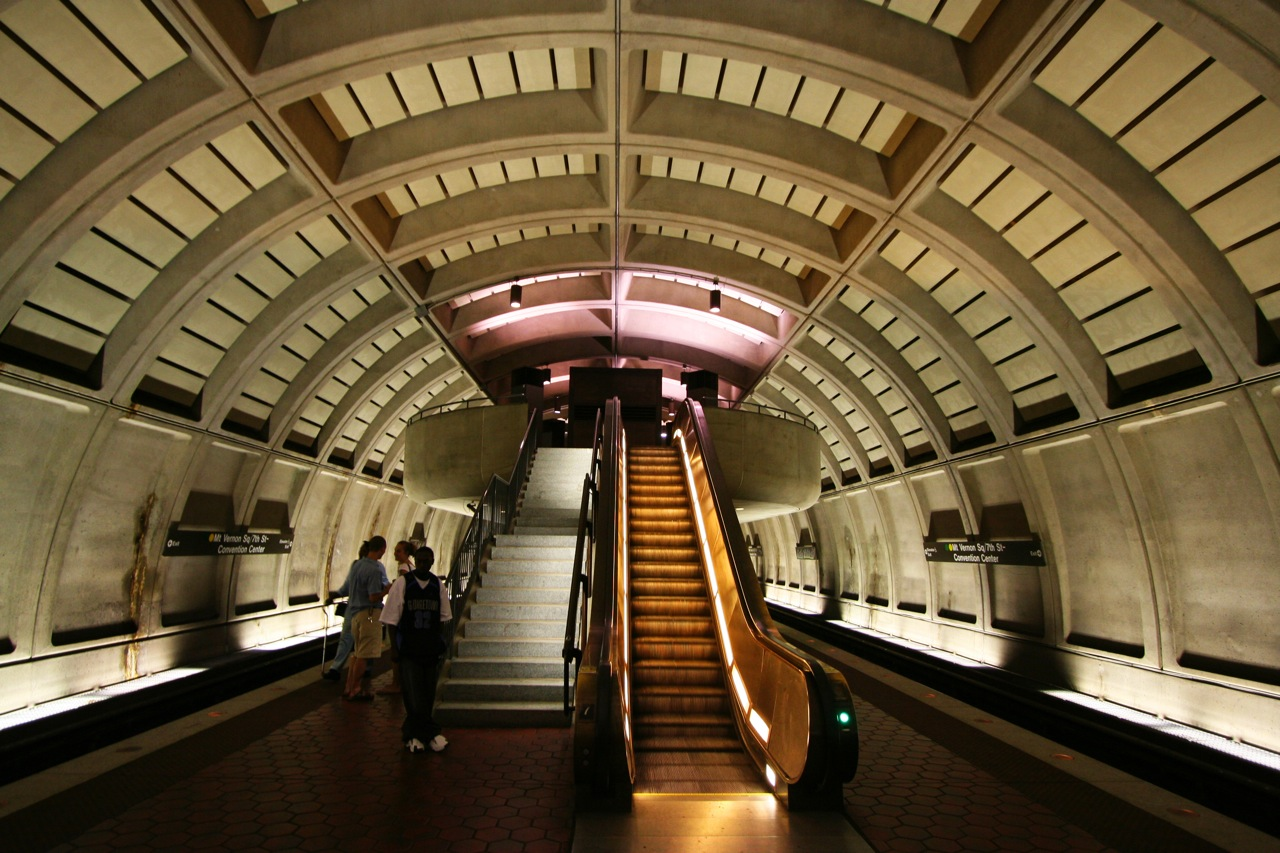
Mt Vernon Square駅
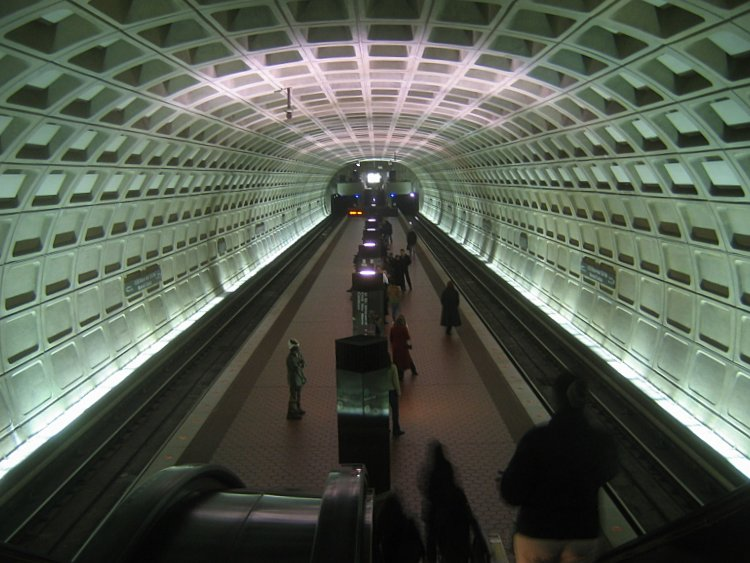
U Street駅
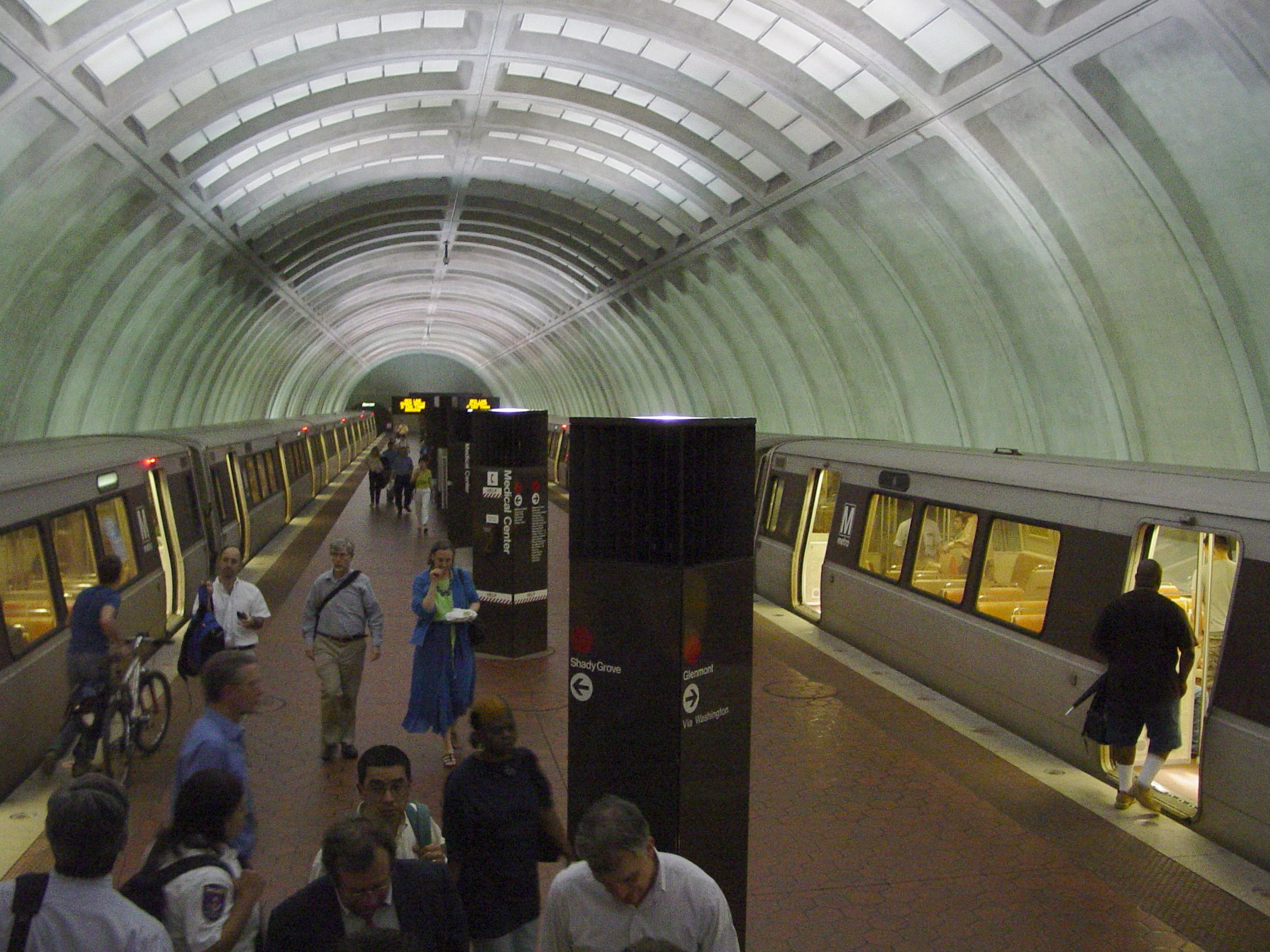
Medical Center駅
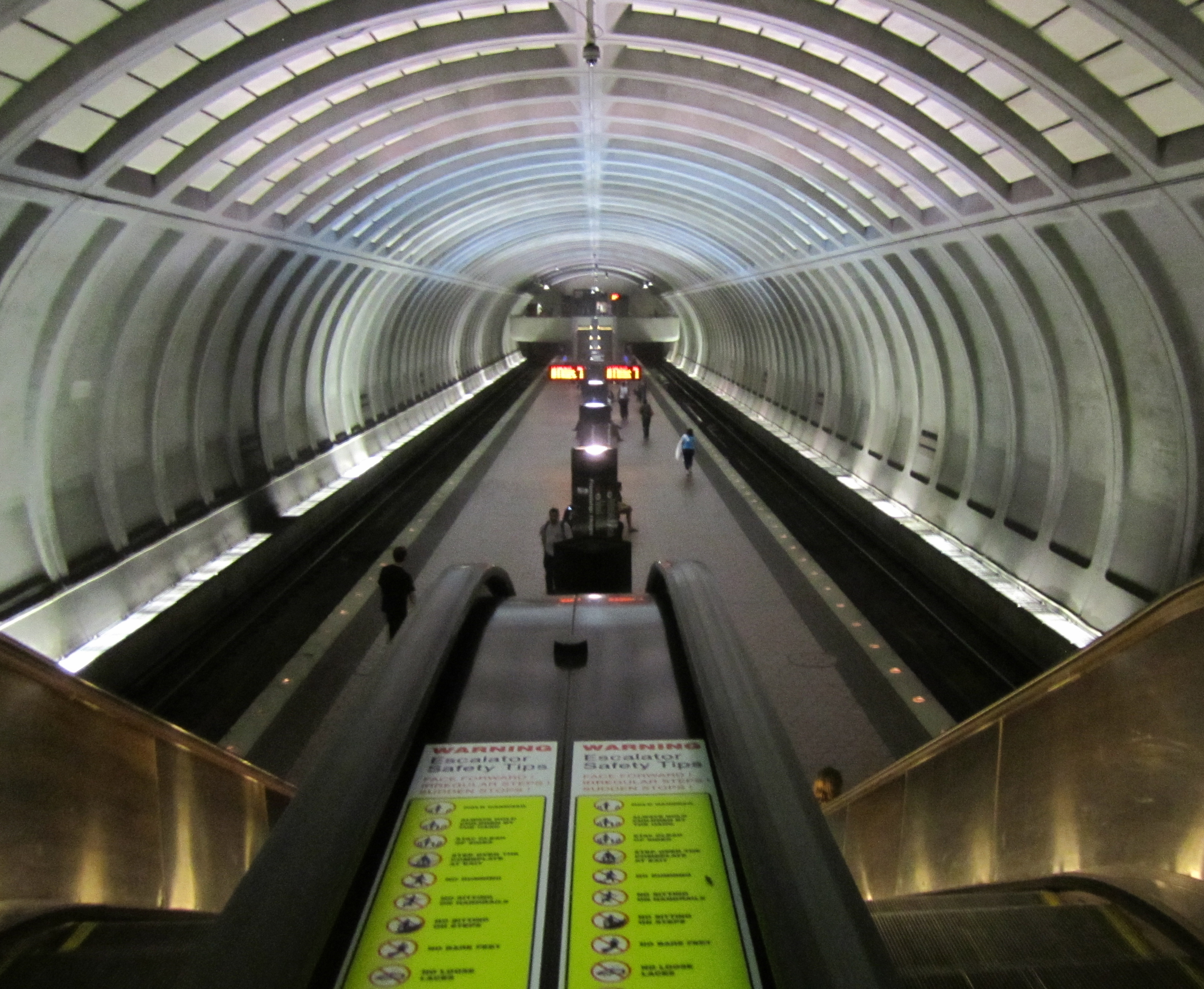
Friendship Heights駅
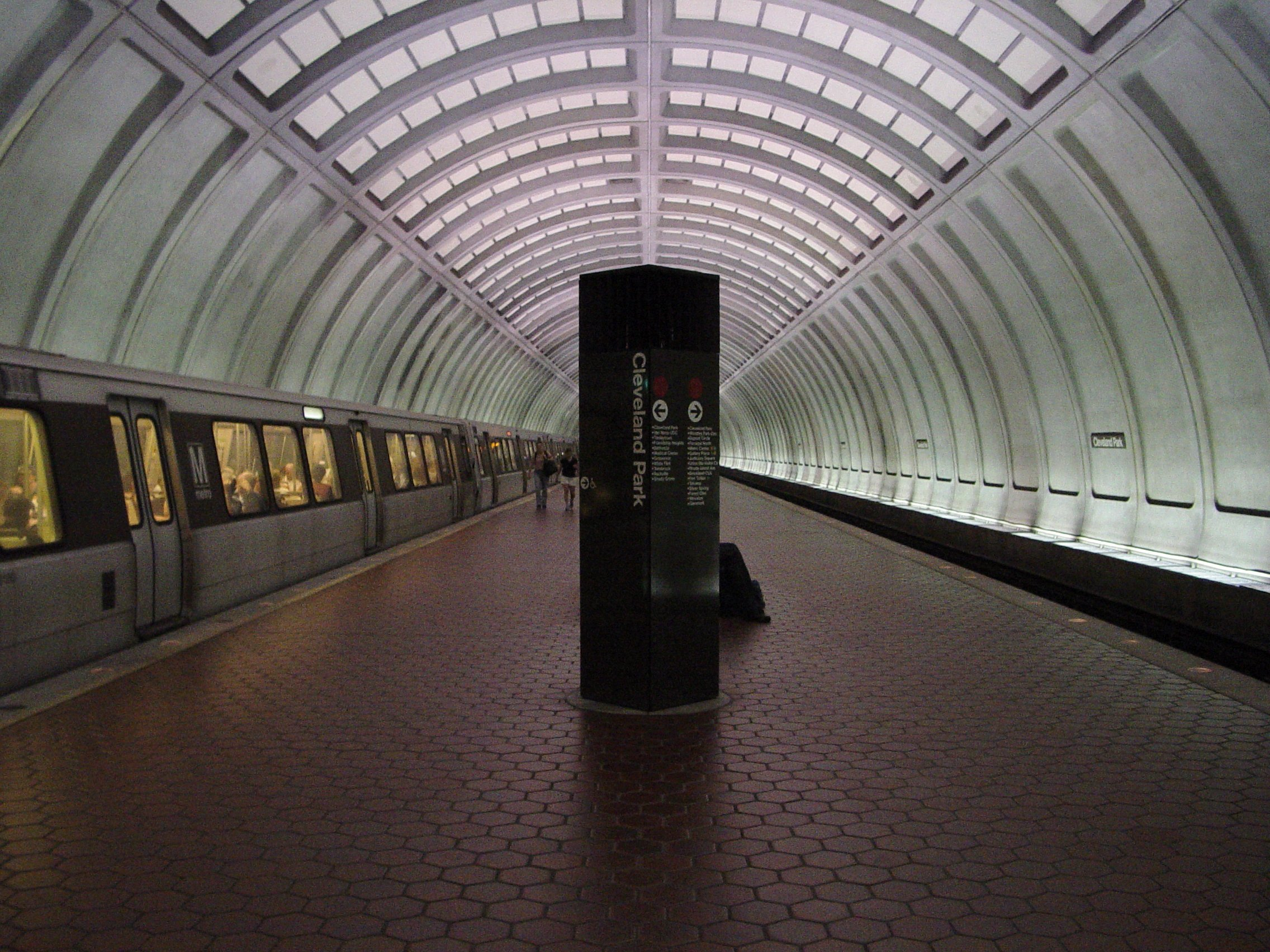
Cleveland Park駅
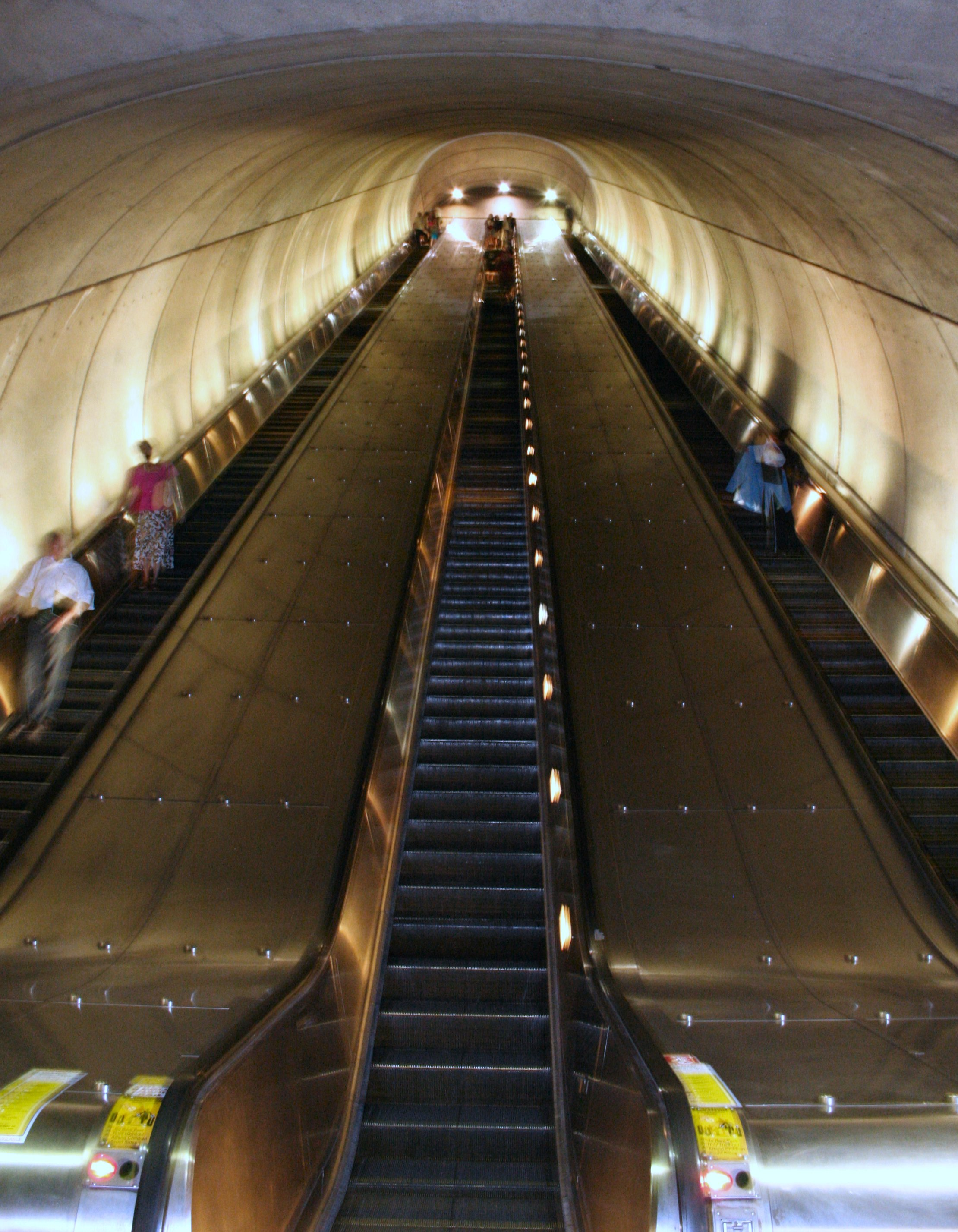
Cleveland Park駅のエスカレーター
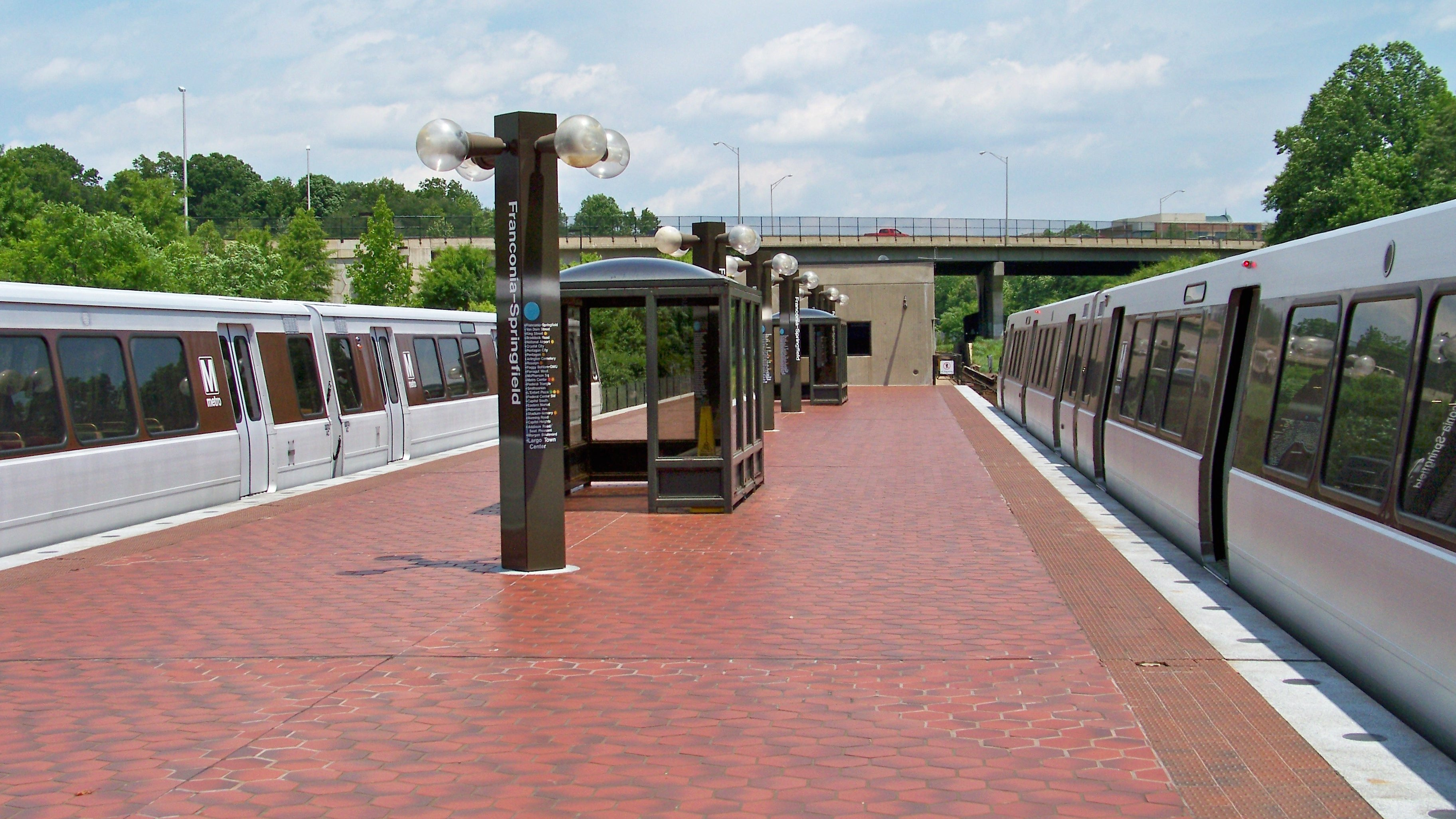
Franconia-Springfield駅
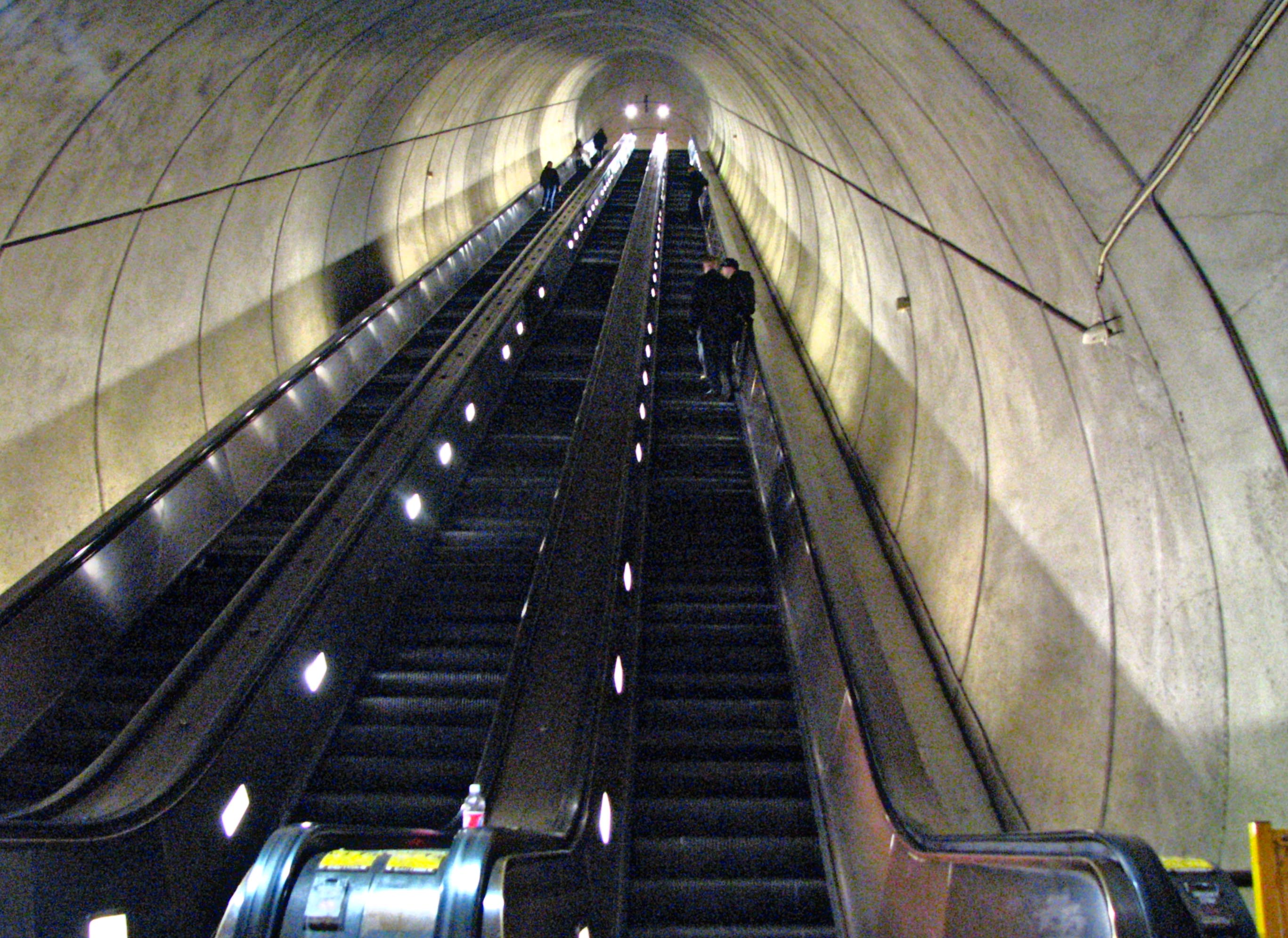
西半球で最も長いWheaton駅のエスカレーター